# Bad Hindelang
Bad Hindelang este o comună-târg din districtul Oberallgäu, regiunea administrativă Schwaben, landul Bavaria, Germania.

## Legături externe

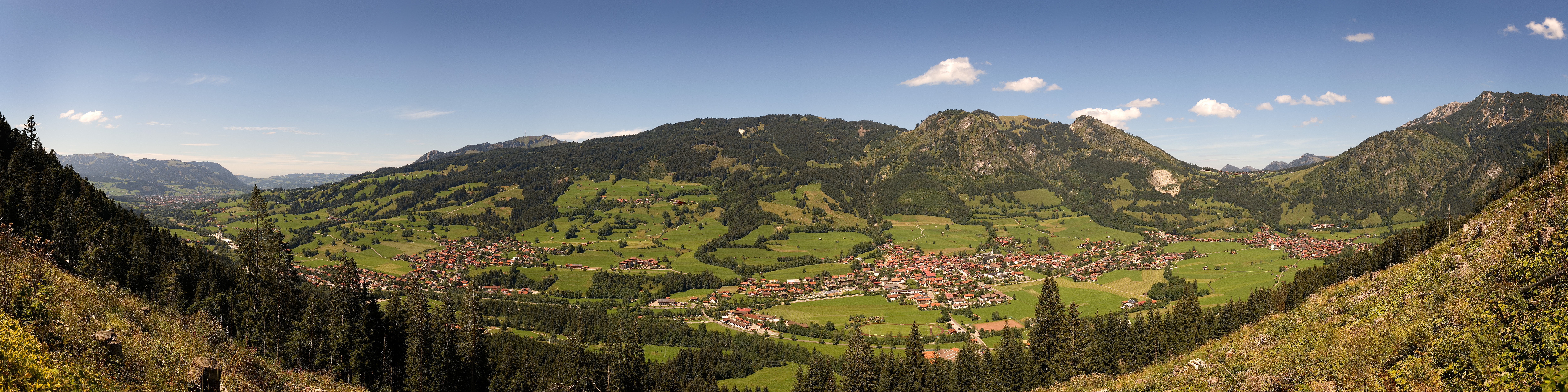
Vedere panoramică a localității Bad Hindelang dinspre sud